# Angiopteris chauliodonta
Angiopteris chauliodonta là một loài dương xỉ trong họ Marattiaceae. Loài này được Copel. mô tả khoa học đầu tiên năm 1938.